# Horacio d’Almeida
Horacio d’Almeida (ur. 11 czerwca 1988 w Lomé) – francuski siatkarz, grający na pozycji środkowego. 

## Sukcesy klubowe
Puchar Francji:
- 2011

Mistrzostwo Francji:
- 2012
- 2011

Superpuchar Hiszpanii:
- 2013

Mistrzostwo Hiszpanii:
- 2014

## Sukcesy reprezentacyjne
Igrzyska Śródziemnomorskie:
- 2013

Liga Światowa:
- 2016[3]